# Намислув
Намислув (пол. Namysłów, нім. Namslau) — місто в південно-західній Польщі, на річці Відава.
Адміністративний центр Намисловського повіту Опольського воєводства.

## Демографія
Демографічна структура станом на 31 березня 2011 року:
|          | Загалом | Допрацездатний вік | Працездатний вік | Постпрацездатний вік |
| -------- | ------- | ------------------ | ---------------- | -------------------- |
| Чоловіки | 7675    | 1398               | 5449             | 828                  |
| Жінки    | 8394    | 1286               | 5064             | 2044                 |
| Разом    | 16069   | 2684               | 10513            | 2872                 |